# Joe Chiodo
Joe Chiodo, né le 22 janvier 1958 à Sharon (Pennsylvanie) dans le Comté de Mercer, est un peintre et illustrateur américain de Pin-up et d'heroic fantasy.

## Biographie
Joe grandit à San José (Californie) où il découvre son talent d'artiste.
En 1979 il part à New York, il montre son portfolio à Brent Anderson, qui travaillera avec lui.
Plus tard, ils rencontrent Bill Sienkiewicz, Terry Austin et Brett Blevins et créé un groupe. Ils travailleront pour Marvel Comics sur la série « Savage Sword of Conan » (1981-1983).
Il a travaillé pour Electronic Arts, sur Vampirella en 2002 (Harris Publications), pour Wildstorm FX (Wildstorm, Wetworks, Danger Girl, Cyber Force) et Marvel Comics (Wolverine, Silver Sable...), Jungle Girl...
Il a aussi illustré les couvertures de "Leather & Lace I & II" (Sal Q), "Santanika", "Dino Babes" (Sal Q)...

## Œuvres
- Day of the Dead", (affiche vidéo 1986)
- Gun Patrol, 2001 (acrylique)
- Decoy, 2002-2003 (Penny Farthing Press)
- A Girl & Her Lizard
- The Embrace
- The Pose, 1988
- Lady (Tron) Lindy
- The Harp of Imach Thyssel, de Patricia C. Wrede (cover illustration 1985)
- Twisted Tales, (1983-1984) (cover)
- Balance, 1990
- Cupid, 1997
- The Evil, Vampirella 1998 (Harris Publications)
- Bikini Babe, toy box cover 1998
- Black Stockings, 1998
- Jungle Girl, 1998
- Oops, 1999
- Gotta Go, 1999
- The Sofa, 1999
- Gravesite, Vampirella, 2000
- Blood Cave, Vampirella cover, 2002
- Minion, Vampirella cover, 2002
- Big Bad, 2002
- Color Clouding My Thoughts, 2002
- Spiral in Blue, 2002
- Painted Swirls in Blue and Green, 2003
- Pleasure and Pain, 2003
- Flowered Pants, 2002
- Turning, 2002
- Red Devil, 2002
- Red Waves, 2003
- Crossed Legged, 2002
- Sitting with Thoughts, 2001
- Psychedelic Aura, 2001
- Pink Tights, 2002
- Heels, 2002
- Barb, 2002
- Ajustment, 2003
- Death On Wheels
- Screen Test
- Lava Lamp, 2003
- What's My IQ? 2002
- Nina book Party, 2002
- The Pose